# Cais das Artes

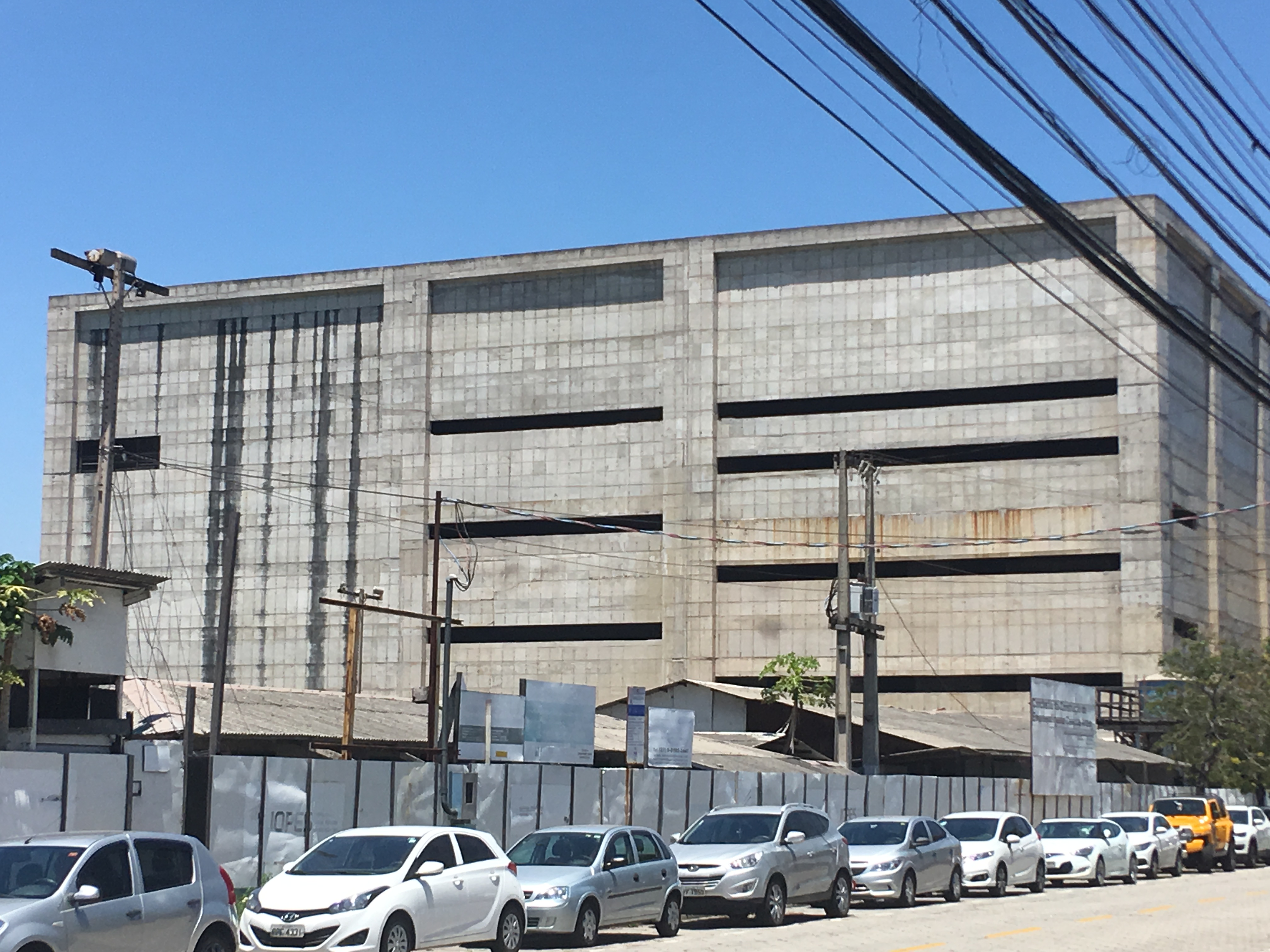
Estruturas desgastadas pelo tempo.

O Cais das Artes é um teatro e museu, em construção desde 2008, localizado em frente à baía da cidade de Vitória, capital do Espírito Santo, no bairro nobre da Enseada do Suá. Consta com uma área de 30 000 metros quadrados, possuindo, apenas o seu museu, uma área aproximada de 3 000 metros quadrados. Trata-se de uma obra arquitetônica brutalista, com concreto, muito robusta. Foi categorizada pelo próprio autor do projeto como um monumental confronto entre natureza e construção.

## História: sucessão de entraves
O projeto dessa monumental construção foi criado pelo arquiteto Paulo Mendes da Rocha.  O arquiteto nasceu na cidade de Vitória, mas foi criado na capital paulista. O profissional destaca-se no cenário internacional por seus projetos contemporâneos e foi agraciado no ano de 2006 com o Prêmio Pritzker.
O plano para a elaboração do maior centro cultural da capital capixaba surgiu no governo do político Paulo Hartung, no ano de 2008. A construção foi iniciada em 2010 e está parada desde 2015. Em 2018 foi anunciado que a conclusão da obra estaria prevista para o final de 2020. Entretanto, no ano de 2019, foi informado que a construção seria finalizada apenas no ano de 2022. Em 2020, a conclusão da obra foi novamente adiada, de modo que o presidente do DER-ES, Luiz Cesar Maretto Coura, informou que a previsão é de que o Cais das Artes seja concluído até 2023. Em 2023, o Governo do Estado anunciou que o novo prazo para a conclusão da obra seria o segundo semestre de 2025. Em 2024, o DER-ES anunciou um novo adiamento da conclusão do Cais das Artes, cuja entrega estaria prevista para janeiro de 2026.
Cabe dizer que a previsão inicial da conclusão do teatro-museu era para o ano de 2012. A obra, que deveria ter ficado pronta em 18 meses, já se arrasta por mais de 14 anos. Renato Casagrande, governador do Estado, lamentou em 2024 o que chamou de “decisão errada”. Segundo Casagrande, “quando você toma uma decisão errada, sem diálogo, olha o prejuízo que dá à população".

## Atual situação e críticas ao Cais das Artes
A demora para a entrega do Cais das Artes é causada pelos inúmeros problemas que surgiram durante a sua construção, incluindo a falência da empresa responsável pela execução das obras. Além disso, o Ministério Público chegou a embargar a obra em razão de suspeitas de superfaturamento. A empresa responsável por controlar e gerenciar as obras do Cais das Artes é a mesma que efetuou a construção da Ciclovia Tim Maia, no Rio de Janeiro, que acabou desabando em abril de 2016, quatro meses após sua inauguração. O Estado tentou no passado relicitar a obra, contudo não foi à frente por uma série de fatores. Em janeiro de 2023, o Departamento de Rodovias e Edificações do Espírito Santo (DER-ES) propôs o acordo de que o empreendimento seria administrado pela iniciativa privada. Segundo o presidente do departamento, é mais ágil que a iniciativa privada tome conta do complexo do Cais das Artes.
É importante também ressaltar que empresários e moradores da Enseada do Suá já manifestaram o interesse da comunidade pela demolição da estrutura do Cais das Artes. A obra monumental já custou 216 milhões de reais aos cofres públicos. Em 2023, foram desembolsados mais 183 milhões de reais para a recuperação da estrutura que ficou por muito tempo abandonada, cujas obras estão paralisadas há 8 anos. Seria necessária a recuperação de equipamentos e de estruturas que foram desgastados pelo tempo. Há ferragens abandonadas e mato crescendo no local, sendo que os sinais de abandono são visíveis da calçada e pelo alto. Por dentro, é possível ter noção do desperdício de dinheiro público, já que são visíveis vários pontos de infiltração, áreas com água parada, ferragens expostas, máquinas danificadas e outros materiais que estão estragando há mais de 5 anos.
Outro fator que contribui para a impopularidade da estrutura é a sua arquitetura brutalista que destoa bastante das demais construções da Ilha de Vitória. O Cais das Artes é composto por dois edifícios de concreto e aço armado, cuja aparência é muito semelhante a de um prédio inacabado.

## Demolição da estrutura

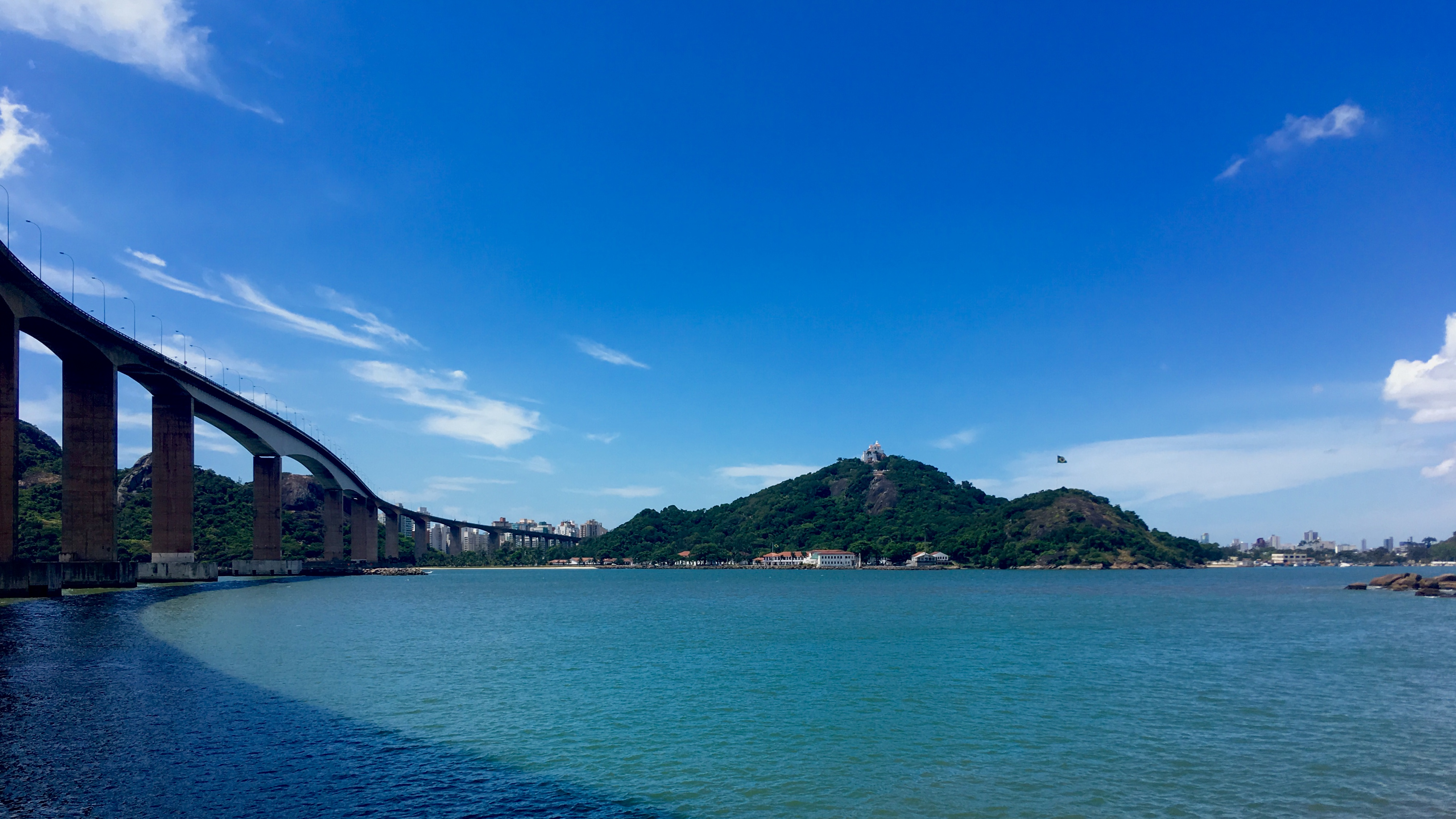
Na Enseada do Suá, a vista para a Baía de Vitória foi bloqueada pelo Cais das Artes. O Convento da Penha e a Terceira Ponte são elementos identitários do Espírito Santo.

Apesar de parte da sociedade civil, formada por artistas em sua maioria, defender a continuidade e conclusão das obras daquilo que viria a ser o maior e mais moderno centro cultural do Espírito Santo, uma significativa parcela da população mostra-se contrária à continuidade de sua construção. A diretoria da Associação dos Moradores, Empresários e Investidores da Enseada do Suá (Amei-ES) alega que a comunidade não foi consultada a respeito da construção dos edifícios, de modo que não houve discussão prévia com os cidadãos sobre a viabilidade do projeto antes de começarem as obras. Segundo a Associação, além dos problemas relacionados às despesas e aos atrasos, a estrutura de concreto bloqueia a visão para a paisagem marcante da baía de Vitória. O valorizado cenário do Convento da Penha e da Terceira ponte foi escondido na perspectiva de quem se encontra em terra. Segundo moradores, o que antes era uma vista para o Convento da Penha, em Vila Velha, na Grande Vitória, tornou-se uma vista para a parede de concreto da estrutura, que tomou parte do lazer da população, além de não ter sido terminada. É também apontado pela Amei-ES que seria mais viável financeiramente implodir a estrutura do que continuar a investir recursos nos edifícios, os quais se deterioram cada vez mais com o passar dos anos.